# Prisión de Cardiff
La Prisión de Cardiff (en inglés: HM Prison Cardiff) es una prisión para hombres categoría B, que se encuentra en la zona Adamsdown de Cardiff, en Gales, Reino Unido. La prisión es operada por el Servicio de Prisiones de Su Majestad. En 1814, el Cardiff Gaol existente fue considerado insuficiente para hacer frente a la magnitud de la demanda y la calidad de la construcción no pudo hacer frente a una ciudad industrial en rápida expansión, y así se hicieron propuestas para construir una nueva cárcel en el condado por Glamorgan. La Construcción comenzó en 1827, y el nuevo edificio de piedra ubicado al sur de Crockherbtown abrió a finales de 1832, siendo capaz en ese momento inicial de albergar a 80 presos, entre ellos 20 deudores. 